# 六里桥街道
六里桥街道，原名卢沟桥街道，是中华人民共和国北京市丰台区下辖的一个乡镇级行政单位。

## 历史沿革
1953年5月31日，北京市人民政府颁布《北京市郊区划乡方案》，设立芦沟桥乡。1960年11月，将芦沟桥乡、小屯乡、岳各庄乡等合设芦沟桥乡。1968年5月，撤销乡建置，设立卢沟桥街道办事处。1984年3月，撤销公社建置，设立卢沟桥农村办事处（即后来的卢沟桥乡）。辖区范围与卢沟桥地区重合。
2020年12月，根据北京市民政局《关于同意丰台区部分行政区划变更的批复》（京民划函〔2020〕189号），原卢沟桥街道更名为六里桥街道，并变更辖区范围。新的辖区范围东至西三环南路，南至丰台北路，西至西四环南路、水衙沟路、岳各庄村东侧界线，北至丰台区与海淀区界线。原辖区范围的其余部分划给了新设的五里店街道、青塔街道和新的卢沟桥街道。为解决与原卢沟桥地区专名重名的问题，以辖区内的地名六里桥作为新的名称。

## 行政区划
截至2021年，六里桥街道下辖以下地区：：
丰台路口社区、望园社区、六里桥南里社区、六里桥北里社区、八一厂社区、六里桥社区、莲怡园社区、莲香园社区、金家村第一社区、金家村第二社区、京铁家园社区、保利益丰社区、科兴佳园社区、西局欣园社区、西局玉园社区、靛厂村、小井村、六里桥村。
截止2020年，原卢沟桥街道下辖以下地区：
丰台路口社区、望园社区、六里桥南里社区、六里桥北里社区、八一厂社区、六里桥社区、莲怡园社区、莲香园社区、岳各庄社区、金家村第一社区、金家村第二社区、青塔东里社区、青塔西里社区、蔚园社区、秀园社区、芳园社区、春园社区、小瓦窑西里社区、蒋家坟社区、小屯社区、大瓦窑社区、五里店第一社区、五里店第二社区、丰西路社区、油泵厂社区、大井社区、长安新城第一社区、京铁家园社区、民岳家园社区、丰体时代花园社区、珠江紫台社区、假日万恒社区和保利益丰社区。